# Prahúa
Prahúa ist eines von elf Parroquias in der Gemeinde Candamo der Autonomen Region Asturien in Spanien.

## Sehenswürdigkeiten
- Castro de Prahúa (Burg)
- Einsiedelei San Marcos in La Mortera
- Kirche San Román in La Mortera
- Kirche  San Andrés in Prahúa

## Feste
- 5. August Fiesta de Las Nieves in La Mortera

## Dörfer und Weiler in der Parroquia
- La Mortera – 56 Einwohner 2011 – 43° 25′ 58″ N, 6° 6′ 8″ W
- Prahúa – 55 Einwohner 2011 – 43° 25′ 0″ N, 6° 5′ 5″ W